# بيلي نوبل
بيلي نوبل (بالإنجليزية: Bailey Noble)‏ هي ممثلة أمريكية، ولدت في 13 أكتوبر 1990 ببيت لحم في الولايات المتحدة.

## أعمال

### مسلسلات
- دم حقيقي

## وصلات خارجية
- بيلي نوبل على موقع IMDb (الإنجليزية)
- بيلي نوبل على موقع ألو سيني (الفرنسية)
- بيلي نوبل على موقع أول موفي (الإنجليزية)
- بيلي نوبل على موقع قاعدة بيانات الفيلم (الإنجليزية)
- بيلي نوبل على موقع كينوبويسك (الروسية)